# Das Konzert (Bahr)

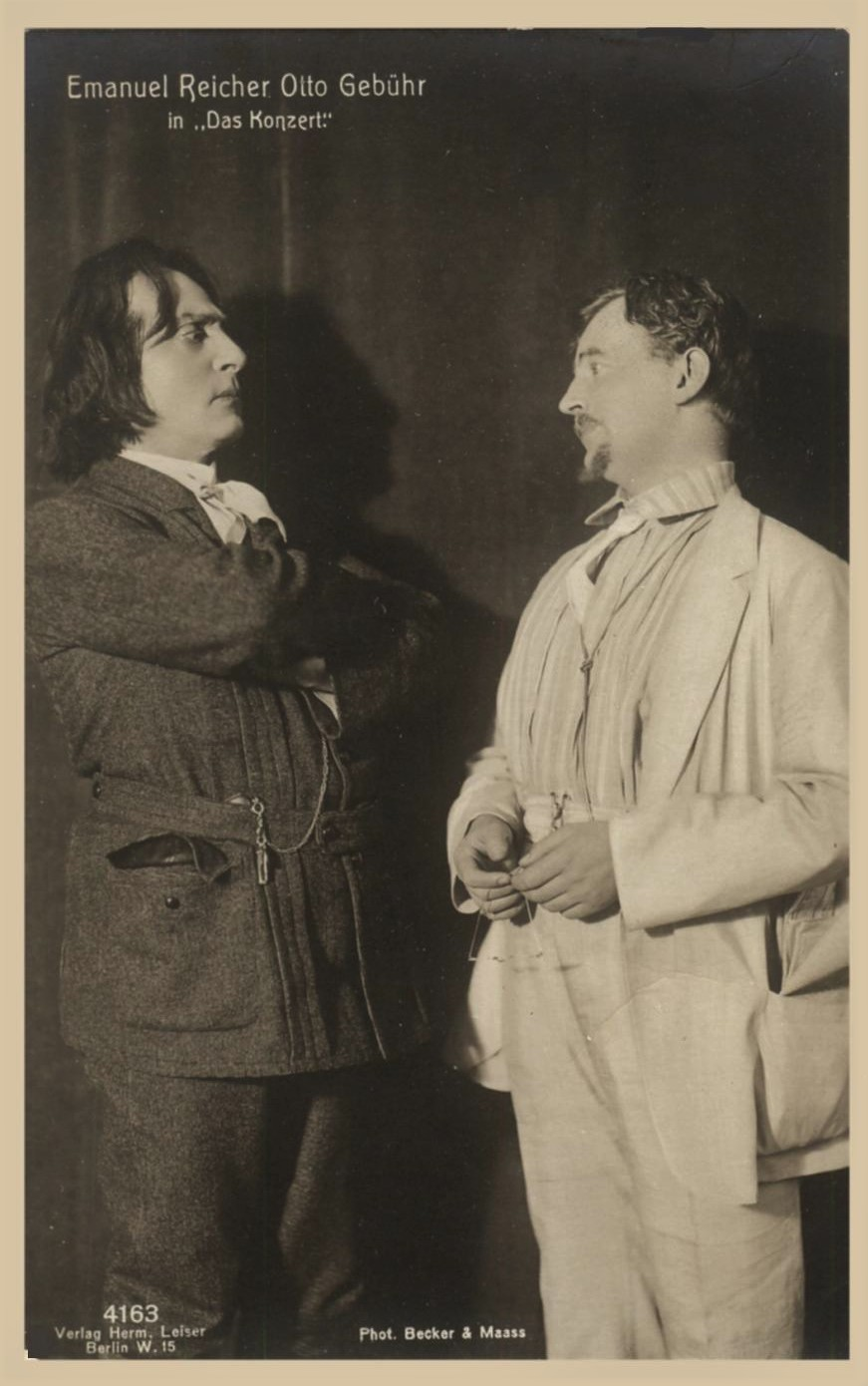
Emanuel Reicher und Otto Gebühr in Das Konzert (um 1920)

Das Konzert ist das erfolgreichste Lustspiel von Hermann Bahr. Die Uraufführung fand am 23. Dezember 1909 in Berlin unter der Regie von Otto Brahm am Lessingtheater, sowie zeitgleich am Königlichen Schauspielhaus in Dresden und am Schauspielhaus in Frankfurt am Main statt.

## Inhalt
Der Pianist, Klavierlehrer und Künstler Gustav Heink entbindet sich kurzfristig aller Pflichten, weil er für ein unter Geheimhaltung abgehaltenes Konzert engagiert sei. In Wirklichkeit reist er mit seiner Schülerin Delfine Jura in eine Berghütte, wohin er für gewöhnlich seine Affären mitnimmt. Zur gleichen Zeit treffen die betrogenen Ehegatten Marie Heink und Dr. Jura zusammen. Beide wissen von dem Techtelmechtel durch ein Telegramm von Eva Gerndl, einer weiteren, eifersüchtigen Schülerin von Gustav Heink. Dr. Jura und Marie versuchen das Beste aus der Situation zu machen, sie verbünden sich und reisen den beiden auf die Hütte nach. Dort bieten sie Gustav und Delfine an, einander heiraten zu können, während sie selbst noch mit dem Gedanken kokettieren, als Zurückgelassene ebenfalls zu heiraten.

## Interpretation
Richard Strauss, dem das Stück gewidmet ist, scheint die Hauptfigur Gustav Heink mit dem damaligen Intendanten der Wiener Hofoper, Felix Weingartner identifiziert zu haben:

„Weingartner ist übrigens glänzend getroffen!“

Der Titel „Das Konzert“ steht vordergründig für das jährliche Techtel-Mechtel von Gustav Heink mit seinen Schülerinnen, zum richtigen Konzert kommt es im Stück gar nicht. So könnte man „Das Konzert“ etwas tiefergründig als die heile Scheinwelt einer Gruppe gelangweilter Ehepartner verstehen.

„Alles in allem hat das lustige Spiel jedoch eine durchaus traurige Botschaft: Alle Affären sind bestenfalls Versuche, sich selbst etwas zu beweisen, die Langeweile ist das, wonach wir uns tief drinnen sehnen, aber glücklich macht uns die auch nicht.“

## Verfilmung
1956 wurde das Theaterstück von dem Regisseur Thomas Engel unter dem Titel Nichts als Ärger mit der Liebe verfilmt.

## Trivia
- Für die Aufführung des Hamburger Schauspielhauses änderte Gustaf Gründgens den Vornamen der von ihm gespielten Figur von Gustav in Albert.